# سیارک ۲۵۶۳
سیارک ۲۵۶۳ (به انگلیسی: 2563 Boyarchuk، نامگذاری:1977FZ) دو هزار و پانصد و شصت و سومین سیارک کشف شده‌است که در ۲۲ مارس ۱۹۷۷ کشف شد.
قدر مطلق سیارک برابر ۱۱٫۳۰ است.